# Binh biến Đô Lương
Binh biến Đô Lương hay binh biến Rạng Lường xảy ra ngày 13 tháng 1 năm 1941, là cuộc nổi dậy chống lại thực dân Pháp của những binh lính người Việt bị Pháp bắt lính tại đồn Đô Lương, Nghệ An.

## Diễn biến
Phong trào Cách mạng dâng cao của quần chúng đã ảnh hưởng đến tinh thần của binh lính người Việt trong quân đội Pháp. Tại Nghệ An, binh lính rất bất bình vì bị bắt sang Lào làm bia đỡ đạn cho Pháp trong chiến tranh Pháp - Thái Lan.
Ngày ngày 13 tháng 1 năm 1941, dưới sự chỉ huy của Đội Cung (Nguyễn Văn Cung), binh lính đồn Chợ Rạng (Thanh Chương, Nghệ An) đã nổi dậy. Tối hôm đó, họ đánh chiếm đồn Đô Lương rồi lên ôtô kéo về Vinh, định phối hợp cùng binh lính người Việt ở đây tấn công quân Pháp để chiếm thành. Kế hoạch không thành. Đội Cung bị Pháp bắt. Mặc dù bị tra tấn rất dã man, trước sau ông vẫn nhất định không khai và nhận hết trách nhiệm về mình. Quân Pháp đã xử tử Đội Cung cùng với 10 đồng chí của ông tại Vinh ngày 24/4/1941. Nhiều người khác bị kết án khổ sai và đưa đi đày.